# تیفو (استریمر)
ترنر الیس تنی (به انگلیسی: Turner Ellis Tenney؛ زادهٔ ۲ ژانویه ۱۹۹۸) که به نام مستعار Tfue شناخته می‌شود، بازیکن حرفه‌ای الکترونیک و استریمر سابق آمریکایی است که بیشتر بخاطر استریم بازی فورتنایت شناخته شده‌است.
وی به عنوان یکی از بهترین بازیکنان فورتنایت شناخته می‌شود زیرا او توانسته مقام اول بسیاری از تورنمنت‌ها از جمله مسابقات خیریه SuperGames را کسب کند. در این مسابقات دو استریمر با دو بازیکن حرفه ای به صورت تیم چهار نفره، در برابر ۱۹ تیم دیگر رقابت کنند.

## حرفه
او هنگامی که استریم فورتنایت بتل رویال را شروع کرد به سرعت به محبوبیت بالایی رسید. مدتی بعد در ۳۰ آوریل ۲۰۱۸ به FaZe Clan، تیم حرفه ای ورزش الکترونیک پیوست.
پس از تقریباً ۲ ماه غیبت در اینترنت در ۲۰ ژوئن ۲۰۲۳ او ویدیویی را در یوتیوب آپلود کرد و اعلام کرد که بازنشسته شده‌است.

## زندگی شخصی
ترنر اهل ایندین راکس بیچ، فلوریدا است.

## حواشی و جنجال‌ها
در ماه مه سال ۲۰۱۸ و پس ازتکرار واژه ای نژاد پرستانه، توییچ او را به مدت ۳۰ روز بن کرد. توییچ پس از بررسی این کلمه و اینکه این کلمه برای هدف نژادپرستی بیان نشده، این ممنوعیت را لغو کرد.